# Shawn Dawson
Shawn Dawson (en hebreu שון דאוסון, Elat, Israel, 12 desembre de 1993) és un jugador de bàsquet israelià. Amb 1,98 metres d'alçada, juga en la posició d'aler. És fill de Joe Dawson, que va jugar 20 temporades a la lliga israeliana.

## Carrera esportiva
Va jugar en les categories inferiors del Maccabi Rishon LeZion fins que el 2012 va ascendir al primer equip. La temporada 2014-15 va començar a destacar, amb una mitjana de 13,2 punts i 5,5 rebots per partit, sent inclòs en el millor quintet de la lliga. A l'any següent els seus números es van incrementar fins als 15,7 punts, 6,0 rebots i 3,0 assistències per partit, 4 sent peça clau en la consecució del títol de lliga. El 2016 es va proclamar campió de la superlliga israeliana
En el mes de juliol de 2016 es va unir als Washington Wizards per disputar les lligues d'estiu de l'NBA. El 12 d'agost de 2016 va signar contracte amb els New Orleans Pelicans, però va ser acomiadat el 21 d'octubre després de disputar tres partits de pretemporada, tornant al Maccabi Rishon LeZion on va ampliar el seu contracte per una temporada. La temporada següent no es va moure d'Israel però sí que va canviar d'equip. Va jugar amb el Bnei Herzliya, amb qui va ser màxim anotador nacional de la lliga, 15è de la classificació general, amb 16,2 punts per partit, 5,5 rebots, 2,2 assistències i 1,3 robatoris per partit, amb un 16,2 de valoració, sent All-Star per quarta temporades consecutiva. Aquell estiu va tornar a jugar la lliga d'estiu amb els Brooklyn Nets, amb una mitjana de 11.2 punts, 3.2 rebots i 1.6 assistències.
El 28 de juliol de 2018 fitxa per una temporada amb el Divina Seguros Joventut de la lliga ACB. El mes de gener va sofrir una lesió de genoll en un partit de lliga i es va perdre la resta de la temporada, inclosa la Copa i els play-offs pel títol. Estant lesionat va renovar per una temporada més.
És internacional amb la selecció israeliana.

## Estadístiques

### NBA
| Any             | Equip                | PJ | 5i | Min | %2P | %3P | %TL | Reb | Ass | Rec | Tap | Punts | Val  |
| --------------- | -------------------- | -- | -- | --- | --- | --- | --- | --- | --- | --- | --- | ----- | ---- |
| 2016-17         | New Orleans Pelicans | 3  | 0  | 3,3 | 50  | 0   | 50  | 0,3 | 0,7 | 0   | 0   | 1,7   | 21,2 |
| Total Preseason | Total Preseason      | 3  | 0  | 3,3 | 50  | 0   | 50  | 0,3 | 0,7 | 0   | 0   | 1,7   | 21,2 |

### Summer League
| Any                 | Equip               | PJ | 5i | Min  | %2P  | %3P  | %TL  | Reb | Ass | Rec | Tap | Punts | Val  |
| ------------------- | ------------------- | -- | -- | ---- | ---- | ---- | ---- | --- | --- | --- | --- | ----- | ---- |
| 2016-17             | Washington Wizards  | 4  | 0  | 14   | 47,1 | 0    | 37,5 | 1,2 | 0,7 | 0,5 | 0   | 4,7   | 13,1 |
| 2018-19             | Brooklyn Nets       | 5  | 1  | 18,2 | 48,8 | 30,8 | 80   | 3,2 | 1,6 | 0,4 | 0,2 | 11,2  | 16,6 |
| Total Summer League | Total Summer League | 9  | 1  | 16,3 | 48,3 | 26,7 | 65,2 | 2,3 | 1,2 | 0,4 | 0,1 | 8,3   | 15,3 |

### Lliga ACB
| Any     | Equip    | PJ | 5i | Min  | %2P | %3P | %TL | Reb | Ass | Rec | Tap | Punts | Val  |
| ------- | -------- | -- | -- | ---- | --- | --- | --- | --- | --- | --- | --- | ----- | ---- |
| 2018-19 | Joventut | 18 | 13 | 23,2 | 55, | 40  | 82  | 4,2 | 1,5 | 0,7 | 0,4 | 11,7  | 10,2 |